# ギュイヤンクール
ギュイヤンクール （Guyancourt）は、フランス、イル＝ド＝フランス地域圏、イヴリーヌ県のコミューン。

## 地理
県東部にあるギュイヤンクールは、パリ中心部より約20キロメートル南西に位置する。ビエーヴル川谷の北にあたる、海抜およそ160mのサクレ台地にある。コミューン面積の約43%が農村地域で、そのほとんどがビエーヴル川丘陵の森林地帯である。

## 交通
- 道路 - N10、N286、D91、D36
- 鉄道 - ギュイヤンクールに鉄道駅はない。最寄はモンティニー＝ル＝ブルトンヌーにある、トランジリアンN線およびU線、RER C線が停まるサン＝カンタン＝アン＝イヴリーヌ-モンティニー＝ル＝ブルトンヌー駅である。

## 由来
ギュイヤンクールとは、ギィ・ド・シュヴルーズ（Guy de Chevreuse）という人名に由来すると、碑文アカデミー（fr）の一員で歴史学者であったジャン・ルブフが述べている。ギィ・ド・シュヴルーズは1065年にGuidonis Curtisという名の村を建設した。しかし、ルブフの分析を裏付ける証拠はない。
全く別の説としてルブフは、ゲルマン語起源の『Widanの農地（または村）』（Widoとも。Widとは森を意味する）を意味するcour de Guyanからできたとする。
現在のGuyancourtになったのは、1811年のナポレオン1世の土地調査においてである。

## 歴史

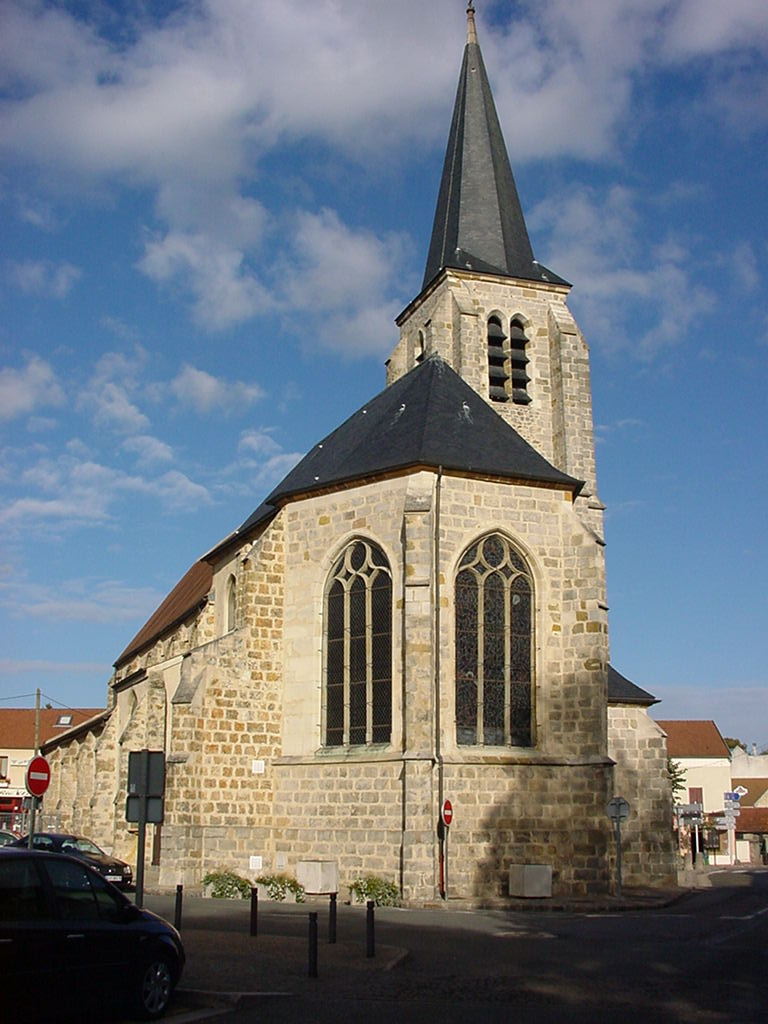
サン＝ヴィクトル教会

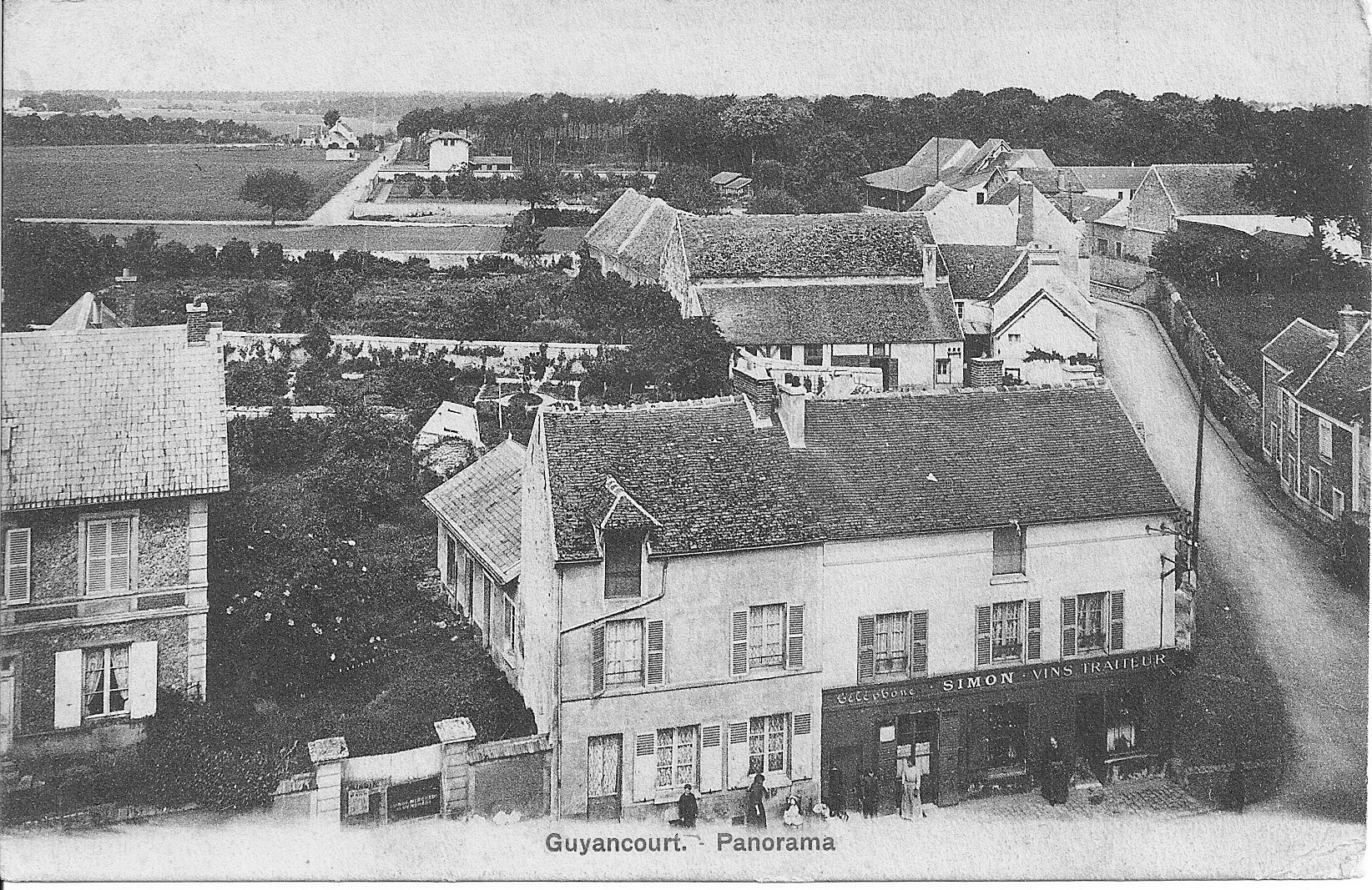
1918年のギュイヤンクール

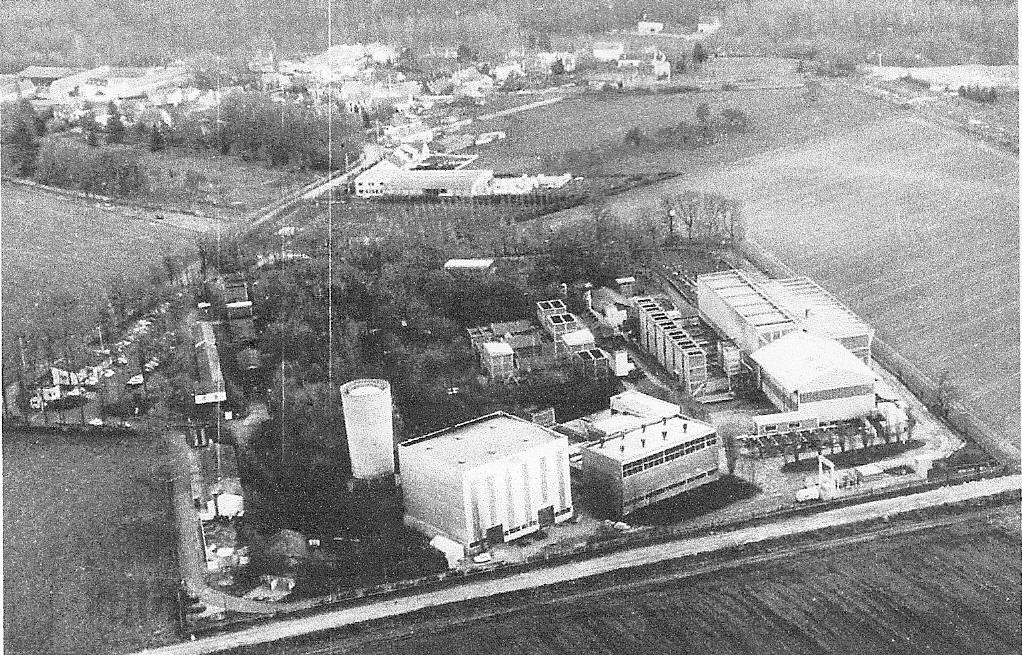
イスパノ・スイザの工場

1998年にサン＝ヴィクトル教会の修復作業が行われた際、6世紀末から7世紀初頭のものとされるメロヴィング朝期のサルコファガスが出土した。
最初にギュイヤンクール領主となったギィ・ド・シュヴルーズ以降、幾度も領主が交代し、1693年に最後の領主が売りに出したギュイヤンクールをルイ14世が購入した。これにより、ギュイヤンクールは太陽王がつくったヴェルサイユ宮殿周囲に伸びる大庭園一部となった。
現在、ラ・ミニエール湖と総称される人工湖は、1668年にジャン・バティスト・コルベールの指揮で掘られた。ヴェルサイユ庭園へ送る給水施設の一部とするためであった。
1789年に三部会へ送られた嘆願書によれば、ギュイヤンクール住民はほとんどが小作農で占められ、飢饉に苦しんでいた。
1850年、コレラの流行がギュイヤンクールを襲った。
1870年、普仏戦争によりプロイセン軍がギュイヤンクールを占領した。敵は恐怖をまき散らし、家々を略奪し、人々を虐待した。この戦争による決定的な敗北を教訓として、レーモン・アドルフ・セレ・ド・リヴィエール将軍によって首都防衛構想が制定された。1879年にこの枠組みの中からつくられたのがブーヴィエ砲台である。
ブーヴィエ砲台は1932年に廃止され、1933年よりイスパノ・スイザがこの場所を借りて弾薬を製造し、エンジンや銃のテストを行った。イスパノ・スイザは1990年に工場を閉鎖し、この場所は1999年にフランス国防省が購入した。砲台は2006年に音楽カフェに転換され、一般公開されている。
20世紀初頭のギュイヤンクールは、コムギ、オーツ麦、ビート、ジャガイモ、飼料を生産する大きな農村だった。ギュイヤンクール農民たちは、経済的にも政治的にもコミューンを支配していた。1901年の人口は614人だった。
1950年代初頭より、パリ都市圏は目覚しい人口増加を経験した。パリ郊外にニュータウンが数箇所誕生した。そしてパリ西方にある未開発のサン＝カンタン地域（ギュイヤンクールも含む）もニュータウンの地に選ばれた。サン＝カンタン＝アン＝イヴリーヌのニュータウンは、2004年より自治体間連合となった。1950年には小さな農村であったギュイヤンクールは、1970年代より人口が増加し、2007年には約28,000人に達した。

## 経済
2006年3月1日時点でのギュイヤンクールの失業率は6.3%で、国内平均である9.5%よりも低い。

### ギュイヤンクールの主な企業
- テクノサントル・ルノー（総合研究所 Technocentre Renault） - ルノー子会社
- ブイグ
- クレディ・アグリコル
- タレス・グループ

## 姉妹都市
- コメ、ベナン
- リンリスゴウ、スコットランド
- ペグニッツ、ドイツ